# Fernando Kindermann

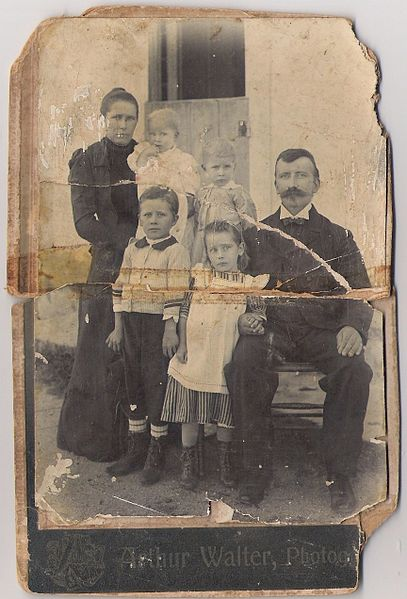
Sentado, à direita, Adolfo Kindermann, de pé, à esquerda, Helena Buss May Kindermann, e Fernando Kindermann de pé, ao lado de sua mãe Helena. Fotografia ca. 1905

Fernando Kindermann (Gravatal, 8 de fevereiro de 1899 — Braço do Norte, 26 de dezembro de 1959) foi um escrivão, comerciante, músico e político brasileiro.

## Vida
Filho de Adolfo Kindermann e de Helena Buss May Kindermann. Casou com Áurea Ana Uliano Kindermann, mais conhecida como Dona Negra (Braço do Norte, 16 de dezembro de 1908 — Braço do Norte, 19 de agosto de 2007), filha de Jacó Batista Uliano, em 14 de maio de 1924. Tiveram doze filhos:
1. Maria José Kindermann, morreu com três anos de idade
2. Célio José Kindermann, morreu com 1 ano de idade
3. Edgard Kindermann, morreu antes de completar 1 ano de idade
4. Nilza Kindermann Effting (1926 – 2 de março de 2018), casada com Heriberto Effting
5. Celso Kindermann
6. Edgard Kindermann (19 de junho de 1930 — 15 de junho de 1970)
7. Alda Maria Kindermann da Silva, casada com João Gasparino da Silva
8. Eliete Kindermann, mais conhecida como Lelete (25 de março de 1935)
9. Estela Maria Kindermann Bianchini (6 de novembro de 1940)
10. Rogéria
11. Maria da Graça (8 de janeiro de 1948)
12. Luiz Fernando Kindermann (11 de janeiro de 1951)

Em 1928 fixou residência em Braço do Norte. Amante da música, foi exímio violinista e organista. Faleceu vitimado por um infarto agudo do miocárdio, durante a missa de 26 de dezembro de 1959, na Igreja Nosso Senhor do Bonfim, quando executava ao órgão uma música natalina.

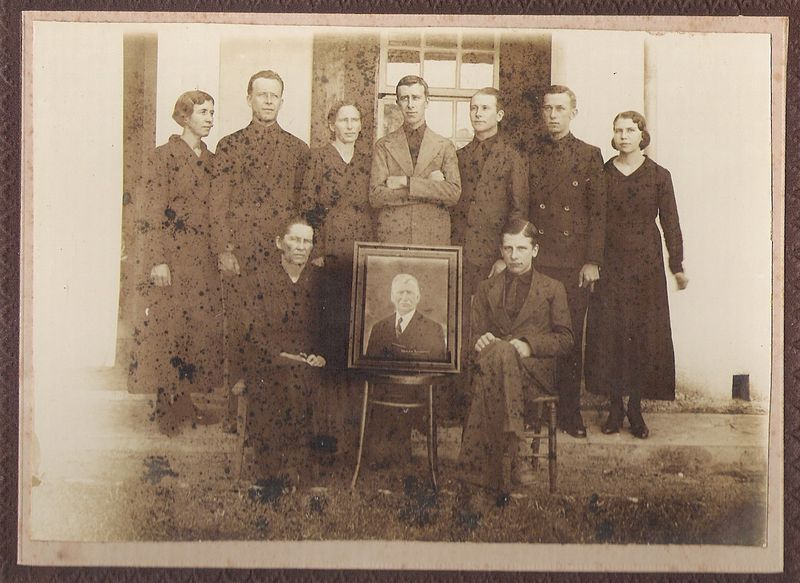
A família de Adolfo Kindermann, após seu falecimento em 1935. Iniciando de sua foto e em sentido horário, sua esposa Helena Buss May Kindermann e seus filhos, em ordem cronológica. Fernando Kindermann de pé, o segundo a partir da esquerda

## Carreira

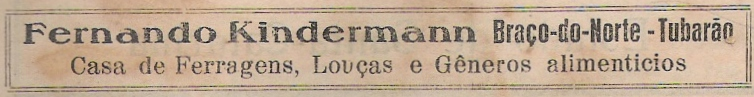
Inserção comercial no Guia do Estado de S. Catharina, 1941

Foi professor paroquial e a partir de 1930 escrivão de paz, nomeado pelo padre Nicolau Gesing.
Foi um dos responsáveis pela emancipação política de Braço do Norte, então distrito de Tubarão.

## Empresa de ônibus
A galeria seguinte ilustra a frota de ônibus de Fernando Kindermann, ca. 1944:

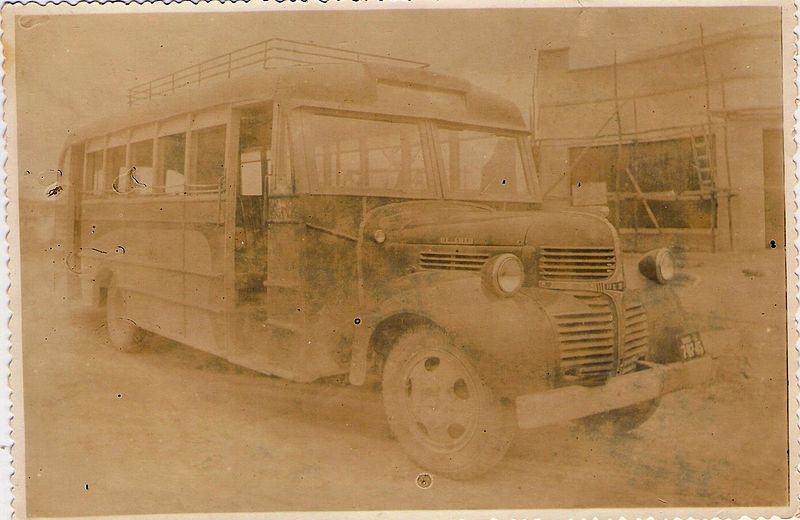
Ônibus sem número visível
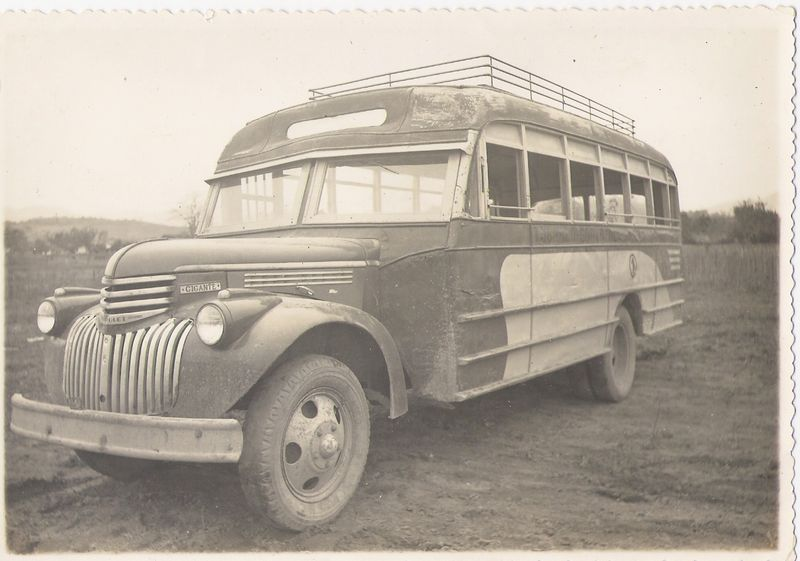
Ônibus 1
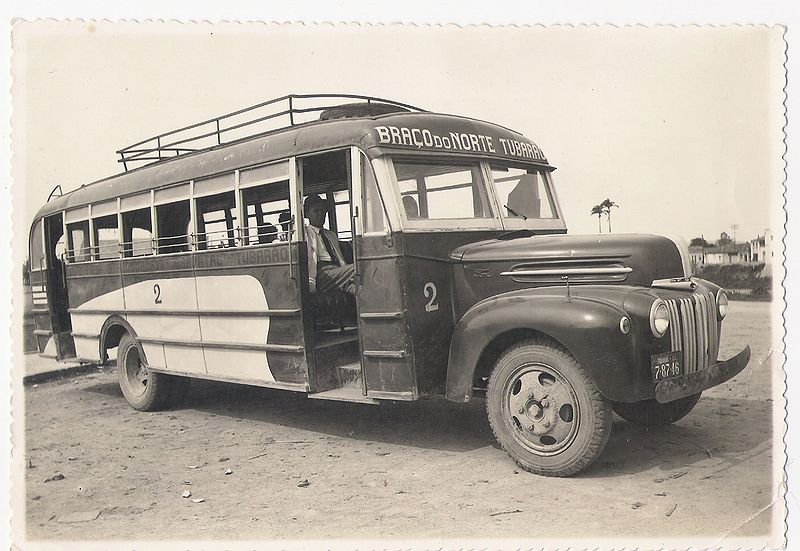
Ônibus 2, linha Braço do Norte-Tubarão, registrada na margem direita em Tubarão, com o morro da catedral aos fundos
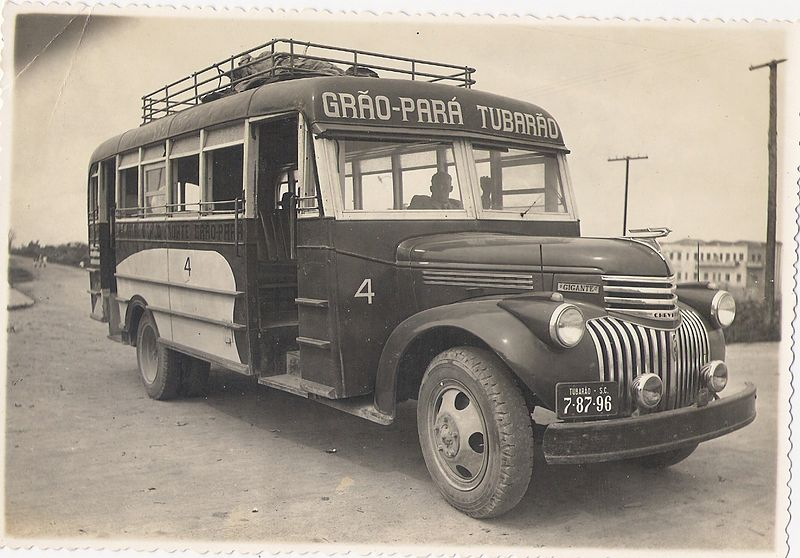
Ônibus 4, linha Grão-Pará-Tubarão
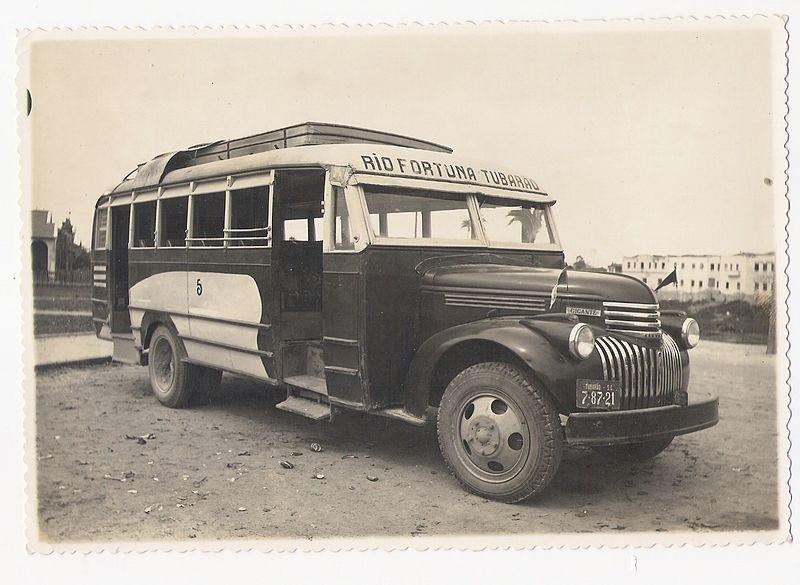
Ônibus 5, linha Rio Fortuna-Tubarão